# شلن كيني
الشلن الكيني (بالسواحلية: shilingi)‏ هي العملة الوطنية في كينيا والمعتمدة منذ عام 1966 بعد استقلالها عن المملكة المتحدة. وينقسم الشلن الكينيي إلى 100 فلس.

## العملات المعدنية
صدرت العملات المعدنية الأولى في عام 1966 بفئات 5 و10 و25 و50 سنتًا و1 و2 شلن؛ وفي عامي 1973 و1985، ظهرت عملات معدنية من فئة 5 شلن، تلتها 10 شلن في عام 1994، و20 يلينغف في عام 1998.
وبين عامي (1967 - 1978) ظهرت صورة جومو كينياتا، أول رئيس لكينيا، على وجه كل العملات المعدنية الكينية. وفي عام 1980، حلت صورة دانيال أراب موي محل كينياتا حتى عام 2005، عندما أصدر البنك المركزي سلسلة جديدة من العملات المعدنية أعادت صورة كينياتا. العملات المعدنية هي 50 سنتًا و1 شلن من الفولاذ المقاوم للصدأ و5 و10و20 شلن ثنائية المعدن.

وفي عام 2003 أصدرت عملة معدنية ثنائية المعدن من فئة 40 شلن عليها صورة الرئيس مواي كيباكي للاحتفال بالذكرى الأربعين للاستقلال. اصدرت عملات معدنية جديدة تحمل صورة كينياتا في عام 2005. وفي عام 2010، نص القسم 231 من دستور كينيا لعام 2010 على أن: 
«الأوراق النقدية والعملات المعدنية الصادرة عن البنك المركزي الكيني قد تحمل صورًا تصور كينيا أو ترمز إليها أو جانبًا من جوانبها. لكنها قد لا تحمل صورة أي فرد». 
اصدرت سلسلة جديدة من العملات المعدنية في 11 ديسمبر 2018 بفئات 1 و 5 و 10 و 20 شلن. وجميع العملات المعدنية تصور الشعار الوطني على وجه الصورة وصور حيوانات على ظهرها. وصممت السلسلة الجديدة من العملات لتكون أكثر قابلية للتعرف من قبل الأشخاص ضعاف البصر.
| عملات الشلن الكيني (إصدارات 2018) | عملات الشلن الكيني (إصدارات 2018) | عملات الشلن الكيني (إصدارات 2018) | عملات الشلن الكيني (إصدارات 2018) | عملات الشلن الكيني (إصدارات 2018)                                          | عملات الشلن الكيني (إصدارات 2018)                             | عملات الشلن الكيني (إصدارات 2018) | عملات الشلن الكيني (إصدارات 2018) |
| الصورة                            | القيمة                            | المعايير الفنية                   | المعايير الفنية                   | المعايير الفنية                                                            | الوصف                                                         | الوصف                             | تاريخ الإصدار                     |
| الصورة                            | القيمة                            | القطر                             | الوزن                             | المعدن                                                                     | الوجه                                                         | العكس                             | تاريخ الإصدار                     |
| --------------------------------- | --------------------------------- | --------------------------------- | --------------------------------- | -------------------------------------------------------------------------- | ------------------------------------------------------------- | --------------------------------- | --------------------------------- |
|                                   | شلن واحد                          | 23.9 ملم                          | 5.5 جرام                          | فولاذ مطلي بالنيكل                                                         | شعار كينيا؛ و"جمهورية كينيا" باللغتين الإنجليزية والسواحيلية  | زرافة                             | 2018                              |
|                                   | 5 شلن                             | 19.5 ملم                          | 3.75 جرام                         | عملة ثنائية المعدني (المركز، صلب مطلي بالنحاس، الخارج، فولاذ مطلي بالنيكل) | شعار كينيا؛ و"جمهورية كينيا" باللغتين الإنجليزية والسواحيلية  | وحيد قرن                          | 2018                              |
|                                   | 10 شلن                            | 23 ملم                            | 5 جرام                            | عملة ثنائية المعدني (المركز، فولاذ مطلي بالنيكل، الخارج،صلب مطلي بالنحاس)  | شعار كينيا ؛ و"جمهورية كينيا" باللغتين الإنجليزية والسواحيلية | أسد                               | 2018                              |
|                                   | 20 شلن                            | 26 ملم                            | 9 جرام                            | عملة ثنائية المعدني (المركز، صلب مطلي بالنحاس، الخارج، فولاذ مطلي بالنيكل) | شعار كينيا؛ و"جمهورية كينيا" باللغتين الإنجليزية والسواحيلية  | فيل                               | 2018                              |

## الأوراق النقدية
في 14 سبتمبر 1966، حل الشلن الكيني محل شلن شرق أفريقيا، على الرغم من أن الشلن لم يسحب حتى عام 1969. فقد أصدر البنك المركزي الكيني أوراق نقدية من فئات 5 و10 و20 و50 و100 شلن. تحتوي جميع الأوراق على صورة لأول رئيس وزراء ورئيس لكينيا، جومو كينياتا، على الوجه وأنشطة اقتصادية متنوعة على الظهر.
استبلدات العملات الورقية من فئة 5 شلن بالعملات المعدنية في عام 1985، وحدث نفس الشيء لـ10 و20 شلن في عامي 1994 و 1998. وفي عام 1986، ظهرت 200 شلن تلاها 500 شلن في عام 1988 و1000 شلن في عام 1994.
ظهر كينياتا على الأوراق النقدية حتى عام 1978، حيث وضعت صورة دانيال أراب موي. في عام 2003، بعد أن أصبح مواي كيباكي الكرئيس أصدر سلسلة جديدة من الأوراق النقدية طان على وجهها صورة كينياتا بفئات 50 و100 و200 و500 و1000 شلن. وفي 12 ديسمبر 2003 أصدرت ورقة نقدية من فئة 200 شلن بمناسبة الذكرى الأربعين للاستقلال.
وفي 31 مايو 2019، أصدر البنك المركزي الكيني مجموعة جديدة من الأوراق النقدية بدون صور أفراد كينيين، وفقًا لما نص عليه دستور كينيا لعام 2010.وتشترك جميع الأوراق النقدية بوجود مركز كينياتا الدولي للمؤتمرات [الإنجليزية] على الجانب الأمامي، ويظهر على الجانب الخلفي من الملاحظات صورًا تعرض ثراء شعب وطبيعة كينيا، وتظهر جميع الفئات الخمس أيضًا كلًا من الحيوانات الخمسة الكبرى في أفريقيا: الجاموس والنمر ووحيد القرن والأسد والفيل.
| إصدار 1996 | إصدار 1996 | إصدار 1996                          | إصدار 1996                                  | إصدار 1996  |
| الصورة     | القيمة     | الوصف                               | العكس                                       | علامة مائية |
| ---------- | ---------- | ----------------------------------- | ------------------------------------------- | ----------- |
|            | 20 شلن     | الرئيس دانيال أراب موي ؛ شعار كينيا | مركز موي الدولي الرياضي                     | رأس أسد     |
|            | 50 شلن     | الرئيس دانيال أراب موي ؛ شعار كينيا | مقطورة سفر، نصب أنياب الفيل في مومباسا      | رأس أسد     |
|            | 100 شلن    | الرئيس دانيال أراب موي ؛ شعار كينيا | نصب تذكاري للذكرى الخامسة والعشرين لاستقلال | رأس أسد     |
|            | 200 شلن    | الرئيس دانيال أراب موي ؛ شعار كينيا | نصب الوحدة                                  | رأس أسد     |
|            | 500 شلن    | الرئيس دانيال أراب موي ؛ شعار كينيا | مبنى البرلمان                               | رأس أسد     |
|            | 1000 شلن   | الرئيس دانيال أراب موي ؛ شعار كينيا | الفيلة                                      | رأس أسد     |

| إصدار 2004 | إصدار 2004 | إصدار 2004                      | إصدار 2004                                               |
| الصورة     | القيمة     | الوجه                           | العكس                                                    |
| ---------- | ---------- | ------------------------------- | -------------------------------------------------------- |
|            | 50 شلن     | الرئيس جومو كينياتا، شعار كينيا | مقطورة سفر، نصب أنياب الفيل في مومباسا                   |
|            | 100 شلن    | الرئيس جومو كينياتا، شعار كينيا | تمثال الرئيس جومو كينياتا؛ مركز كينياتا الدولي للمؤتمرات |
|            | 200 شلن    | الرئيس جومو كينياتا، شعار كينيا | حصاد القطن                                               |
|            | 500 شلن    | الرئيس جومو كينياتا، شعار كينيا | مبنى البرلمان                                            |
|            | 1000 شلن   | الرئيس جومو كينياتا، شعار كينيا | الفيلة                                                   |

| إصدار 2019 | إصدار 2019 | إصدار 2019    | إصدار 2019                                                                       | إصدار 2019                       |
| الصورة     | القيمة     | اللون الرئيسي | الوصف                                                                            | العكس                            |
| ---------- | ---------- | ------------- | -------------------------------------------------------------------------------- | -------------------------------- |
|            | 50 شلن     | أحمر          | شعار كينيا؛ تمثال الرئيس جومو كينياتا؛ مركز كينياتا الدولي للمؤتمرات؛ جاموس      | طاقة الرياح، الطاقة الشمسية      |
|            | 100 شلن    | بنفسجي        | شعار كينيا؛ تمثال الرئيس جومو كينياتا؛ مركز كينياتا الدولي للمؤتمرات؛ فهد        | الزراعة والثروة الحيوانية        |
|            | 200 شلن    | أزرق          | شعار كينيا؛ تمثال الرئيس جومو كينياتا؛ مركز كينياتا الدولي للمؤتمرات؛ وحيد القرن | الخدمات الصحية، التعليم، الرياضة |
|            | 500 شلن    | أخضر          | شعار كينيا؛ تمثال الرئيس جومو كينياتا؛ مركز كينياتا الدولي للمؤتمرات؛ أسد        | السياحة، الحياة البرية           |
|            | 1000 شلن   | بني           | شعار كينيا؛ تمثال الرئيس جومو كينياتا؛ مركز كينياتا الدولي للمؤتمرات؛ فيل        | مبنى البرلمان، نيروبي            |

## سعر الصرف
انخفض سعر صرف الشلن الكيني بشكل كبير في منتصف عام 2011، من حوالي 83 شلن لكل دولار أمريكي إلى حوالي 100 شلن لكل دولار أمريكي في أواخر عام 2011 وإلى 105 شلن في سبتمبر 2015.

## معرض صور

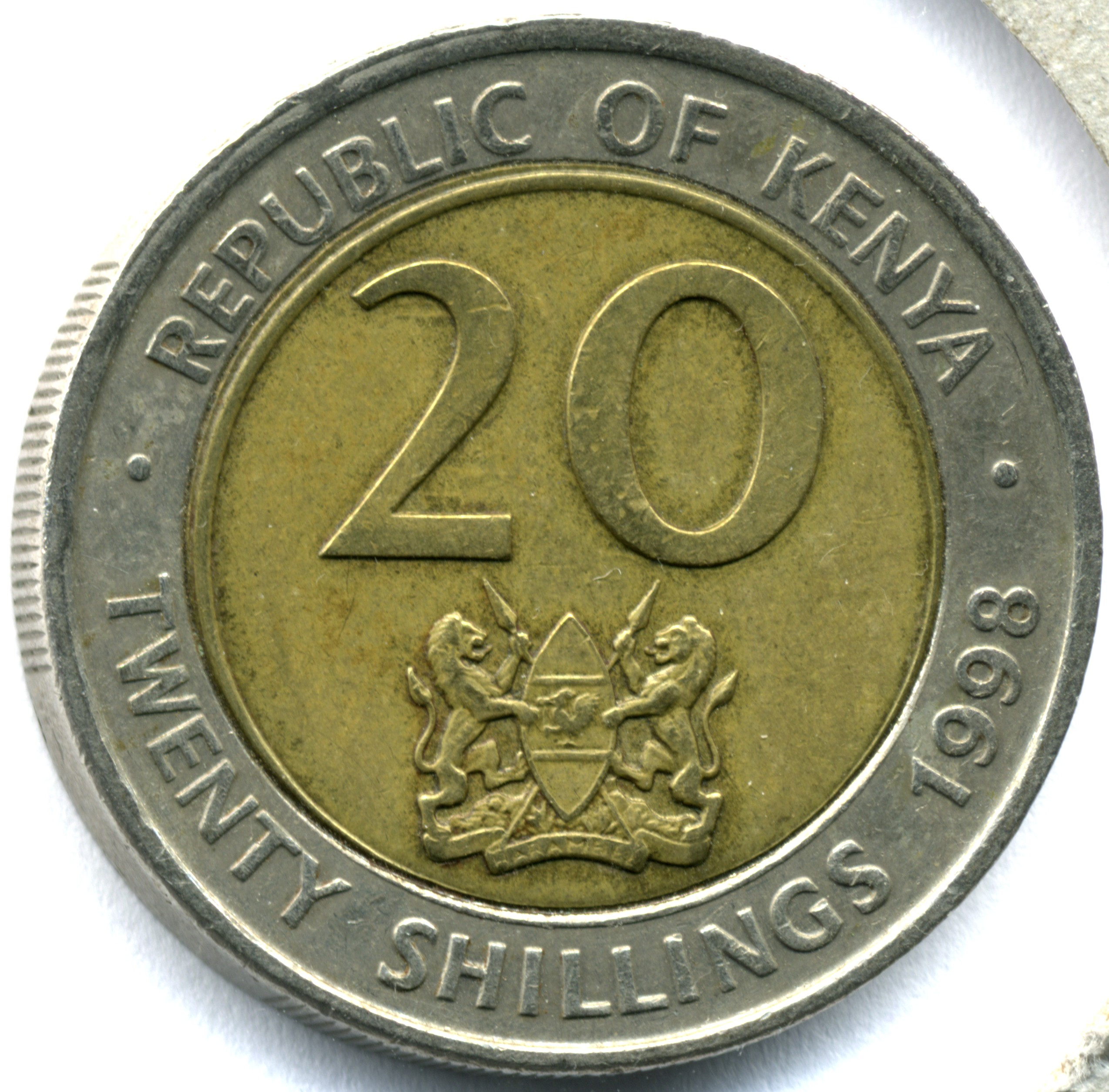
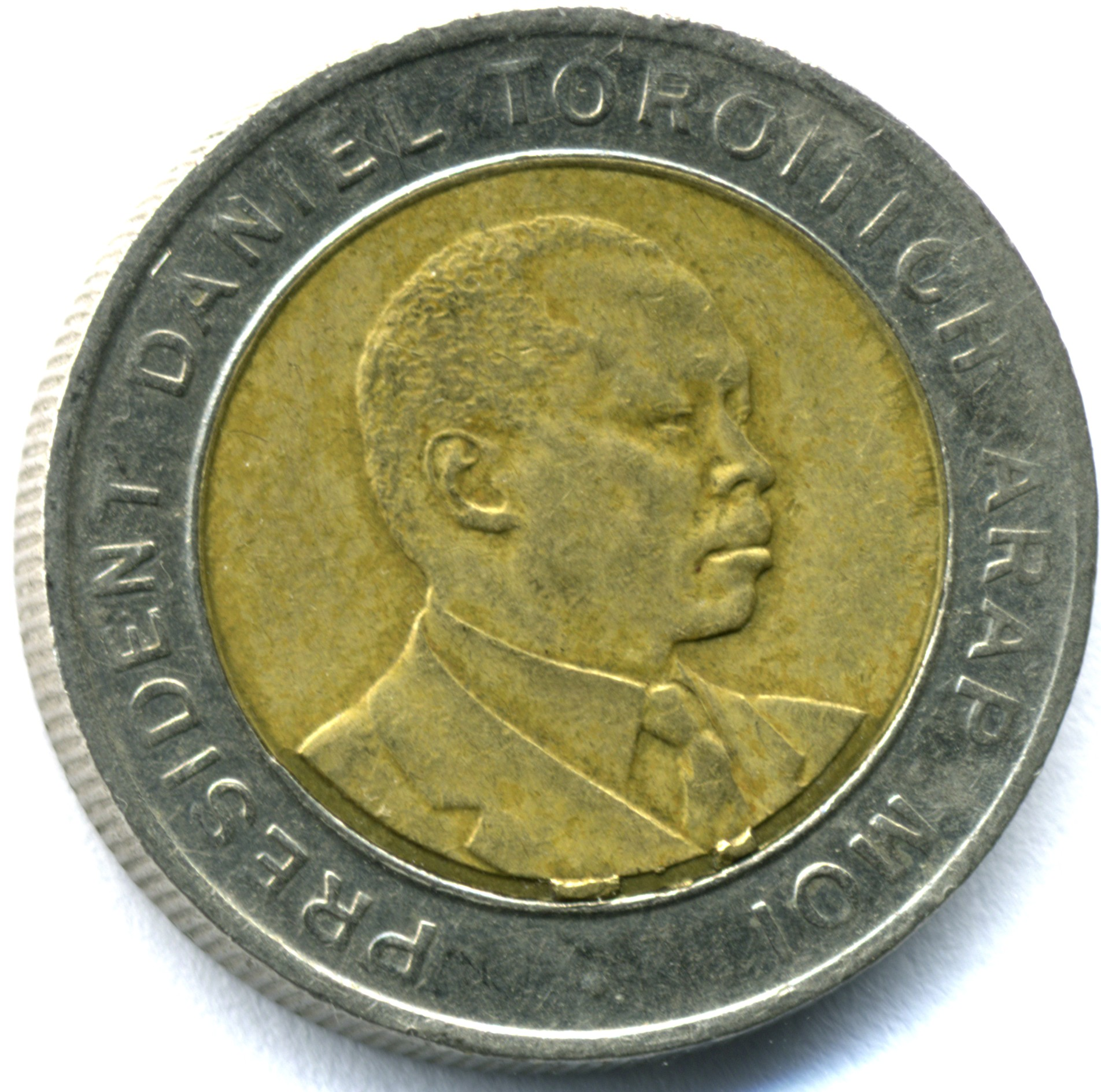
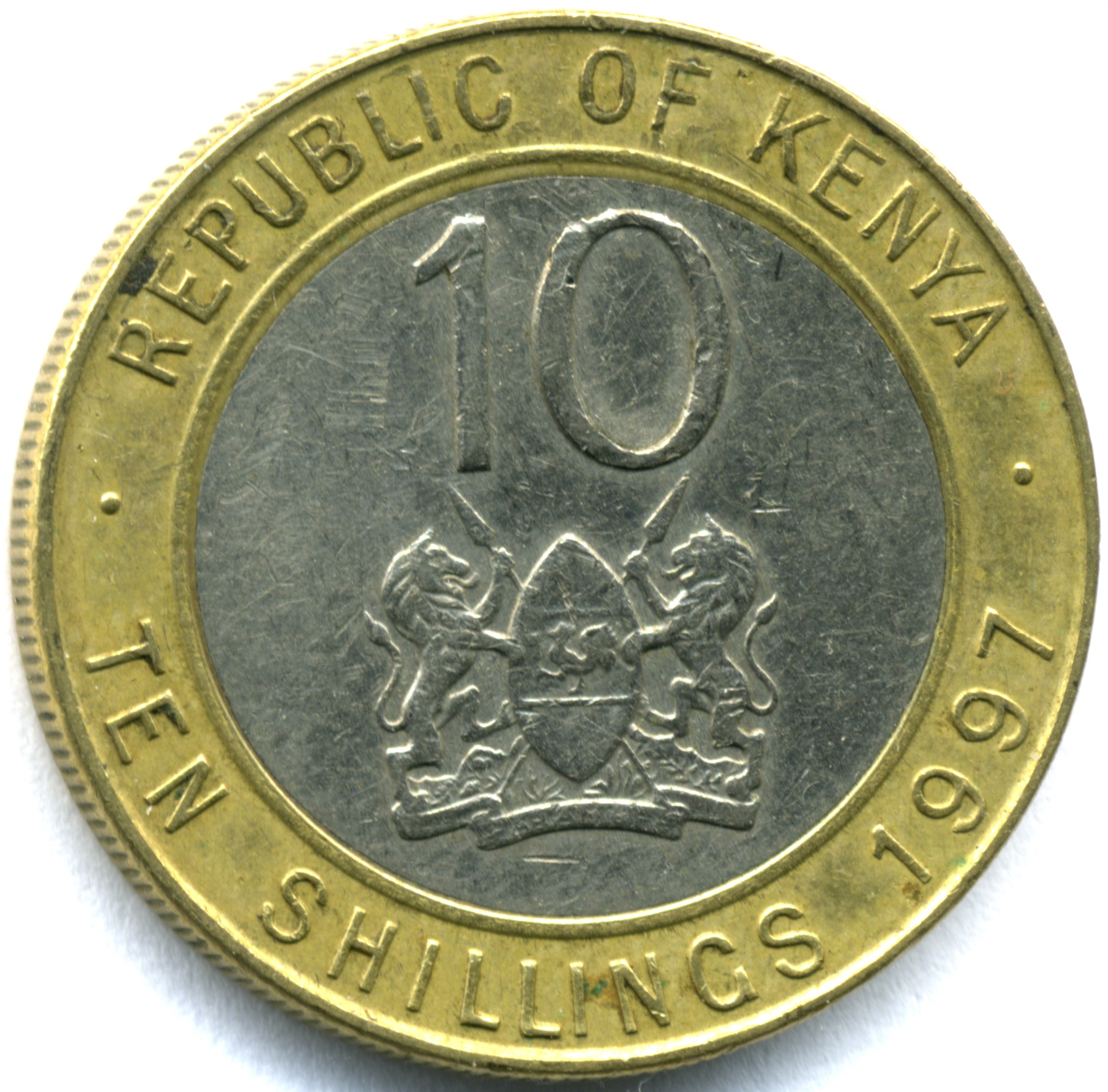
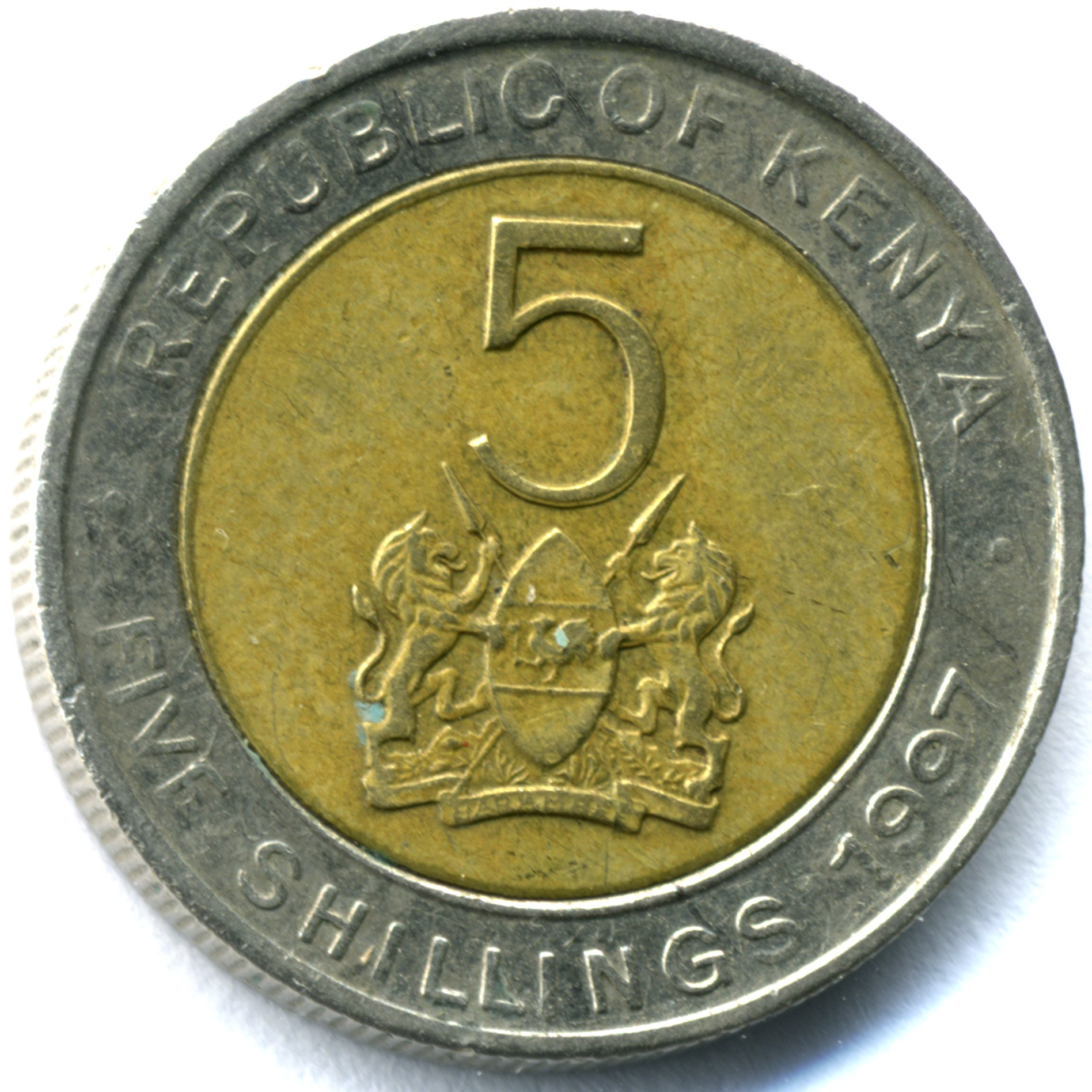